# Strategische Ellipse
Die Bezeichnung strategische Ellipse ist ein Begriff aus der Zeitschrift Osteuropa. Sie bezeichnet ein Gebiet, das sich „vom Nahen Osten über den Kaspischen Raum bis in den Hohen Norden Russlands erstreckt“. Darin befinden sich etwa 70 % der weltweit bekannten konventionellen Erdöl- und Erdgasreserven. Die Staaten in dieser Ellipse sind mehrheitlich politisch instabil, wodurch sich große geostrategische Risiken und Unsicherheiten im Hinblick auf sichere Energieimporte und stabile Preise ergeben. Mit den Golfkriegen sowie den Kriegen am Kaspischen Meer gab es mehrere Kriege in der Region, die nicht zuletzt um die Energierohstoffe geführt wurden. Mit weiterer Steigerung der globalen Nachfrage nach fossilen Energieträgern wird mit einer Verschärfung der geostrategischen Lage in der strategischen Ellipse gerechnet.

Strategische Ellipse lt. Rempel, Schmidt, Schwarz-Schampera

Namentlich betrifft dies, in Reihenfolge der Größe der Reserven, folgende Länder:
- Iran
- Saudi-Arabien
- Russland
- Vereinigte Arabische Emirate
- Katar
- Irak
- Kuwait
- Kasachstan